# Rajd Węgier 2024
Rajd Węgier 2024 (5. Rally Hungary 2024) – piąta edycja Rajdu Węgier rozgrywanego na Węgrzech od 12 do 14 kwietnia 2024 roku. Była to pierwsza runda Rajdowych Mistrzostw Europy w roku 2024. Rajd został rozegrany na nawierzchni szutrowej. Rajd składał się z trzynastu odcinków specjalnych.

## Zwycięzcy odcinków specjalnych[1]
| Dzień | Numer odcinka | Nazwa odcinka         | Długość  | Zwycięzca odcinka  | Samochód               | Czas    | Lider rajdu        |
| ----- | ------------- | --------------------- | -------- | ------------------ | ---------------------- | ------- | ------------------ |
| 12 IV | OS1           | SSS Királyszentistván | 2,05 km  | Erik Cais          | Škoda Fabia RS Rally2  | 1:47.8  | Erik Cais          |
| 13 IV | OS2           | Hegyesd /1            | 15,30 km | Mathieu Franceschi | Škoda Fabia RS Rally2  | 8:00.5  | Mathieu Franceschi |
| 13 IV | OS3           | Kislőtér /1           | 27,40 km | Simone Tempestini  | Škoda Fabia RS Rally2  | 16:40.4 | Mikko Heikkilä     |
| 13 IV | OS4           | Várpalota /1          | 8,40 km  | Miklós Csomós      | Škoda Fabia RS Rally2  | 4:22.9  | Mikko Heikkilä     |
| 13 IV | OS5           | Hegyesd /2            | 15,30 km | Mathieu Franceschi | Škoda Fabia RS Rally2  | 7:52.2  | Mārtiņš Sesks      |
| 13 IV | OS6           | Kislőtér /2           | 27,40 km | Mārtiņš Sesks      | Toyota GR Yaris Rally2 | 16:23.1 | Mārtiņš Sesks      |
| 13 IV | OS7           | Várpalota /2          | 8,40 km  | Mathieu Franceschi | Škoda Fabia RS Rally2  | 4:15.6  | Mikko Heikkilä     |
| 14 IV | OS8           | Iszka /1              | 15,34 km | Mikko Heikkilä     | Toyota GR Yaris Rally2 | 8:55.7  | Mikko Heikkilä     |
| 14 IV | OS9           | Tés /1                | 10,25 km | Mikko Heikkilä     | Toyota GR Yaris Rally2 | 7:20.4  | Mikko Heikkilä     |
| 14 IV | OS10          | Nagylőtér /1          | 18,50 km | Mārtiņš Sesks      | Toyota GR Yaris Rally2 | 10:12.9 | Mārtiņš Sesks      |
| 14 IV | OS11          | Iszka /2              | 15,34 km | Mathieu Franceschi | Škoda Fabia RS Rally2  | 8:50.0  | Mārtiņš Sesks      |
| 14 IV | OS12          | Tés /2                | 10,25 km | Simone Tempestini  | Škoda Fabia RS Rally2  | 7:12.4  | Simone Tempestini  |
| 14 IV | OS13          | Nagylőtér /2          | 18,50 km | Mathieu Franceschi | Škoda Fabia RS Rally2  | 9:58.6  | Simone Tempestini  |

## Power Stage - OS13[2]
| Miejsce | Kierowca           | Pilot          | Samochód               | Czas/strata | Pkt |
| ------- | ------------------ | -------------- | ---------------------- | ----------- | --- |
| 1       | Mathieu Franceschi | Andy Malfoy    | Škoda Fabia RS Rally2  | 9:58.6      | 5   |
| 2       | Miklós Csomós      | Attila Nagy    | Škoda Fabia Rally2 evo | +11.1       | 4   |
| 3       | Simone Tempestini  | Sergiu Itu     | Škoda Fabia RS Rally2  | +14.2       | 3   |
| 4       | Andrea Mabellini   | Virginia Lenzi | Škoda Fabia RS Rally2  | +15.8       | 2   |
| 5       | Jon Armstrong      | Eoin Treacy    | Ford Fiesta Rally2     | +19.9       | 1   |

## Wyniki końcowe rajdu
| Miejsce                      | Nr zaw.                      | Kierowca                     | Pilot                        | Zespół                       | Samochód                     | Czas                         | Strata                       | Pkt ERC                      | Pkt PS                       |
| Klasyfikacja generalna i ERC | Klasyfikacja generalna i ERC | Klasyfikacja generalna i ERC | Klasyfikacja generalna i ERC | Klasyfikacja generalna i ERC | Klasyfikacja generalna i ERC | Klasyfikacja generalna i ERC | Klasyfikacja generalna i ERC | Klasyfikacja generalna i ERC | Klasyfikacja generalna i ERC |
| ---------------------------- | ---------------------------- | ---------------------------- | ---------------------------- | ---------------------------- | ---------------------------- | ---------------------------- | ---------------------------- | ---------------------------- | ---------------------------- |
| 1                            | 14                           | Simone Tempestini            | Sergiu Itu                   | Simone Tempestini            | Škoda Fabia RS Rally2        | 1:52:50.4                    | 0.0                          | 30                           | 3                            |
| 2                            | 5                            | Mathieu Franceschi           | Andy Malfoy                  | Mathieu Franceschi           | Škoda Fabia RS Rally2        | 1:53:07.4                    | +17.0                        | 24                           | 5                            |
| 3                            | 9                            | Miklós Csomós                | Attila Nagy                  | HRT Racing Kft.              | Škoda Fabia Rally2 evo       | 1:53:20.3                    | +29.9                        | 21                           | 4                            |
| 4                            | 1                            | Hayden Paddon                | John Kennard                 | BRC Racing Team              | Hyundai i20 N Rally2         | 1:53:34.9                    | +44.5                        | 19                           |                              |
| 5                            | 10                           | Erik Cais                    | Igor Bacigál                 | ACCR Orsák Rally Sport       | Škoda Fabia RS Rally2        | 1:54:34.4                    | +1:44.0                      | 17                           |                              |
| 6                            | 11                           | Mikołaj Marczyk              | Szymon Gospodarczyk          | Mikołaj Marczyk              | Škoda Fabia RS Rally2        | 1:54.49.7                    | +1:59.3                      | 15                           |                              |
| 7                            | 12                           | Andrea Mabellini             | Virginia Lenzi               | Team MRF Tyres               | Škoda Fabia RS Rally2        | 1:55:03.0                    | +2:12.6                      | 13                           | 2                            |
| 8                            | 18                           | Jon Armstrong                | Eoin Tracy                   | Jon Armstrong                | Ford Fiesta Rally2           | 1:55:10.9                    | +2:20.5                      | 11                           | 1                            |
| 9                            | 7                            | Simon Wagner                 | Gerald Winter                | Eurosol Racing Team Hungary  | Škoda Fabia RS Rally2        | 1:56:39.5                    | +3:49.1                      | 9                            |                              |
| 10                           | 6                            | Filip Mareš                  | Radovan Bucha                | ACCR Toyota Dolák            | Toyota GR Yaris Rally2       | 1:57:01.3                    | +4:10.9                      | 7                            |                              |
| 11                           | 20                           | Vladas Jurkevičius           | Aisvydas Paliukėnas          | Eldorado x Humbility Sports  | Škoda Fabia Rally2 evo       | 1:58:17.3                    | +5:26.9                      | 5                            |                              |
| 12                           | 15                           | Frigyes Turán                | Gábor Zsiros                 | Turán Motorsport SE          | Volkswagen Polo GTI R5       | 1:58:31.2                    | +5:40.8                      | 4                            |                              |
| 13                           | 16                           | Martin László                | Viktor Bán                   | Topp-Cars Rally Team         | Škoda Fabia RS Rally2        | 1:58:35.1                    | +5:44.7                      | 3                            |                              |
| 14                           | 29                           | Giacomo Costenaro            | Justin Bardini               | Giacomo Costenaro            | Škoda Fabia Rally2 evo       | 2:00:12.8                    | +7:22.4                      | 2                            |                              |
| 15                           | 24                           | Kristóf Klausz               | Tamás Papp                   | Klaus Motorsport             | Škoda Fabia Rally2 evo       | 2:00:26.4                    | +7:36.0                      | 1                            |                              |

## Klasyfikacja ERC 2024 po 1 rundzie
Punkty w klasyfikacji generalnej ERC otrzymuje 15 pierwszych zawodników, którzy uczestniczą w programie ERC i w ukończą wyścig, punktowanie odbywa się według klucza:
| Miejsce2 | 1  | 2  | 3  | 4  | 5  | 6  | 7  | 8  | 9 | 10 | 11 | 12 | 13 | 14 | 15 |
| Punkty   | 30 | 24 | 21 | 19 | 17 | 15 | 13 | 11 | 9 | 7  | 5  | 4  | 3  | 2  | 1  |

Dodatkowo punktowany jest ostatni odcinek rajdu, tzw. Power Stage, według klucza 5-4-3-2-1. W tabeli podano, które miejsce zajął zawodnik w rajdzie, a w indeksie górnym które miejsce zajął na Power Stage.
| Poz | Kierowca           | HUN | ESP | SWE | EST | ITA | CZE | GBR | POL | Punkty |
| --- | ------------------ | --- | --- | --- | --- | --- | --- | --- | --- | ------ |
| 1   | Simone Tempestini  | 13  |     |     |     |     |     |     |     | 33     |
| 2   | Mathieu Franceschi | 21  |     |     |     |     |     |     |     | 29     |
| 3   | Miklós Csomós      | 32  |     |     |     |     |     |     |     | 25     |
| 4   | Hayden Paddon      | 4   |     |     |     |     |     |     |     | 19     |
| 5   | Erik Cais          | 5   |     |     |     |     |     |     |     | 17     |
| 6   | Mikołaj Marczyk    | 6   |     |     |     |     |     |     |     | 15     |
| 7   | Andrea Mabellini   | 74  |     |     |     |     |     |     |     | 15     |
| 8   | Jon Armstrong      | 85  |     |     |     |     |     |     |     | 12     |
| 9   | Simon Wagner       | 9   |     |     |     |     |     |     |     | 9      |
| 10  | Filip Mareš        | 10  |     |     |     |     |     |     |     | 7      |
| 11  | Vladas Jurkevičius | 11  |     |     |     |     |     |     |     | 5      |
| 12  | Frigyes Turán      | 12  |     |     |     |     |     |     |     | 4      |
| 13  | Martin László      | 13  |     |     |     |     |     |     |     | 3      |
| 14  | Giacomo Costenaro  | 14  |     |     |     |     |     |     |     | 2      |
| 15  | Kristóf Klausz     | 15  |     |     |     |     |     |     |     | 1      |

| Kolor     | Opis                   |
| --------- | ---------------------- |
| Złoty     | Zwycięzca              |
| Srebrny   | 2. miejsce             |
| Brązowy   | 3. miejsce             |
| Zielony   | Punktowane miejsce     |
| Niebieski | Ukończył nie punktował |
| Fioletowy | Nie ukończył NU        |
| Czarny    | Wykluczony X           |
| Biały     | Nie wystartował NW     |
| Puste     | Nie brał udziału       |